# 역사와 계급의식

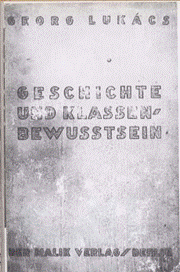

《역사와 계급의식》(영어: History and Class Consciousness, 독일어: Geschichte und Klassenbewußtsein – Studien über marxistische Dialektik)은 1923년에 펴낸 루카치의 초기 대표작이다. 1917년의 러시아 혁명은 성공했으나 다음해의 독일혁명과 1919년의 헝가리 혁명은 실패했다. 이 헝가리 혁명에 참가했던 루카치는 망명지인 빈에서 이 혁명이 좌절한 원인을 구명하고 유럽에 프롤레타리아 혁명을 다시 소생시키기 위한 이론적 연구를 시작하여, 〈계급의식〉을 비롯한 7편의 논문을 써서 한 권으로 묶은 것이 이 책이다. 그 당시 마르크스 주의의 주류는 제2 인터내셔널의 이론가들이 형성하고 있었으며, 그들은 인간의 의식이나 행동을 오직 객관적인 사회의 존재 양식으로부터 설명하려 하였기 때문에 역사 속에서의 인간의 능동적 역할을 분명하게 하지 못했다. 이에 대해 루카치는 역사의 변혁에 있어서 의식이 수행하는 적극적 역할을 중요시하고 프롤레타리아의 계급의식만이 역사의 방향을 바르게 파악한다고 하는 이유를 밝히고, 부르주아 계급은 허위의식에 사로잡혀 있다는 것을 비판했다. 또 헤겔과 마르크스를 결합하여 자본주의 사회에서는 인간의 의식과 사회는 끊임없이 분열하고 인간은 물화(物化)된다는 것을 말하였다. 화폐가 교환의 척도가 됨에 따라 모든 물건이 화폐를 통해 교환 될 수 있다는 생각, 즉 물건 본질에 숨겨진 자본과 노동의 과정을 무시해버리는 왜곡된 의식과정인 물신화(物神化)가 생겨나게 되었다. 물신화로 인해 사람들은 풍요로운 세상에서 살고 있다는 허위의식 속에서 현실세계를 인식하게 된다. 즉 허위의식은 자본주의 사회에 대한 합리적이고 적절한 이해를 방해함으로써 사람들이 계급의식을 가질 수 없도록 만들며, 그 극복의 길을 추구했다. 마르크스 주의에 있어서 이데올로기론과 인간 소외의 사상에 관한 선구적 업적이다.

## 같이 보기
- 문화 패권
- 허위의식